# Henri IV (navire de ligne)
Pour les articles homonymes, voir Henri IV.
Ne doit pas être confondu avec Henri IV (cuirassé).
Le Henri IV était un navire de ligne de la marine française de 100 canons lancé en 1848. Son naufrage à cause d'une tempête devant Sébastopol en 1854 constitue le début des études météorologiques françaises.

## Histoire

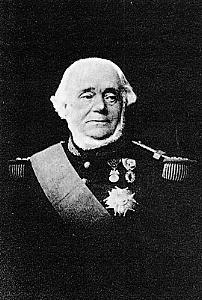
L'amiral De Gueydon, capitaine à bord du Henri IV.

Le Henri IV est le dernier des vaisseaux de guerre mis en service sous le règne de Louis-Philippe 1er et qui servirent par la suite la Seconde République puis le Second Empire. Commandé alors par le capitaine Louis Henri de Gueydon de 1850 à 1852, il participe au bombardement de Salé le 26 novembre 1851 durant lequel il subit d'importants dégâts et voit son grand-mat détruit. Il participe aussi à la guerre de Crimée, au siège de Sébastopol.

## Naufrage

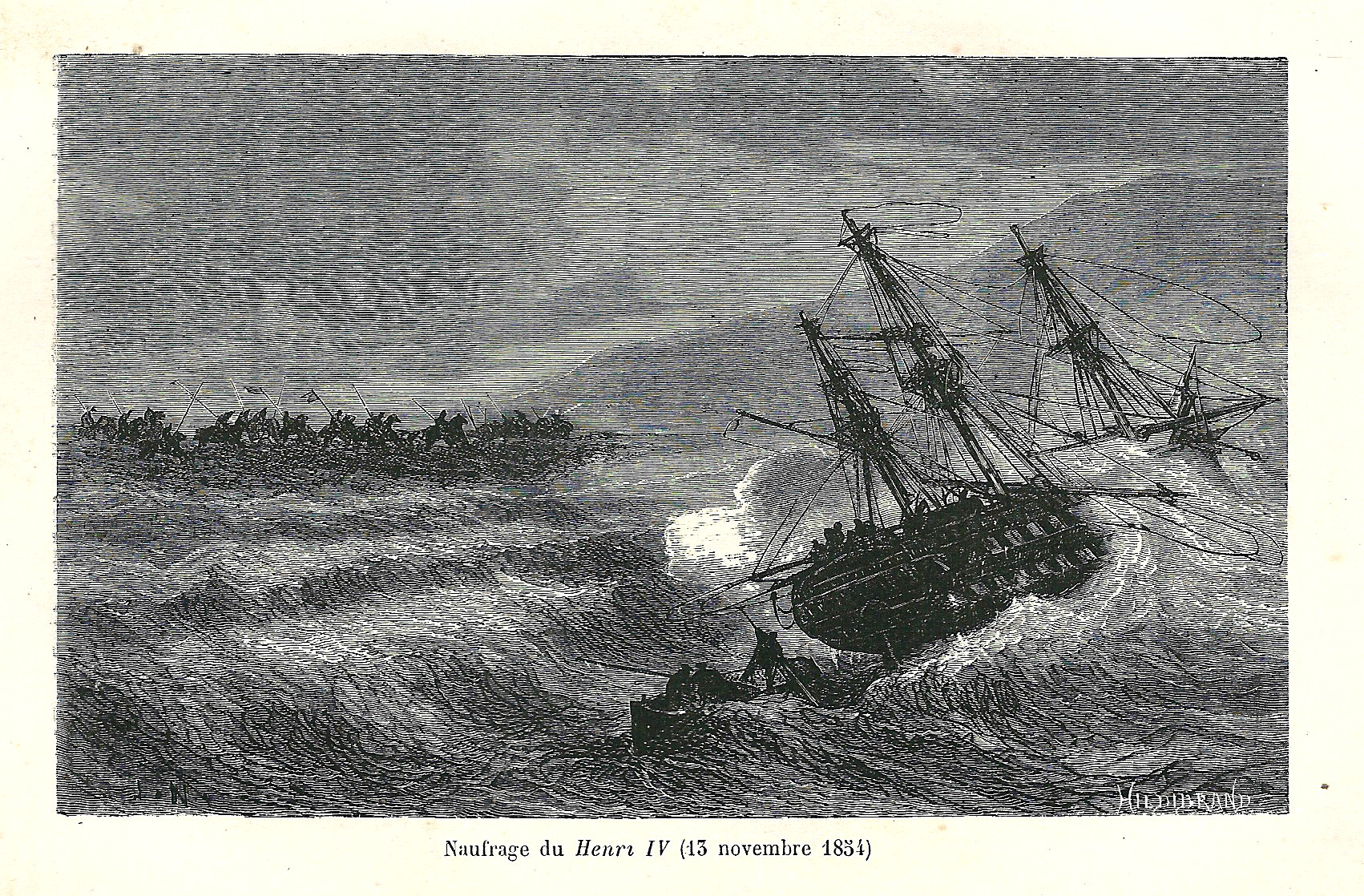
Naufrage du Henri IV le 13 novembre 1854.

L'an 1854 est désastreux pour la marine française. En novembre, durant la guerre de Crimée, 38 navires, français, turcs et anglais sont perdus. Parmi eux l'Henri IV qui avait alors une grande importance. Le 14 novembre 1854, pendant le siège de Sébastopol, un terrible ouragan prit par surprise l'escadre et frappe le navire parallèlement à la côte d'Eupatoria. Il coule ainsi que la Corvette Pluton. Son naufrage stimulera la recherche dans le domaine météorologique,.